# サイレンス (ソナタ・アークティカのアルバム)
『サイレンス』（Silence）は、フィンランドのパワーメタルバンド、ソナタ・アークティカが2001年に発表した2作目のスタジオ・アルバム。2008年にリマスター・エディションとしてボーナストラックを2曲追加して再リリースされている。

## 収録曲
1. ．．．オヴ・サイレンス - ...of Silence
2. ウェブアレジー - Weballergy
3. フォールス・ニューズ・トラヴェル・ファスト - False News Travel Fast
4. ジ・エンド・オヴ・ディス・チャプター - The End of This Chapter
5. ブラック・シープ - Black Sheep
6. ランド・オヴ・ザ・フリー - Land of the Free
7. ラスト・ドロップ・フォールズ - Last Drop Falls
8. サン・セバスティアン（リヴィジテッド） - San Sebastian (Revisited)
9. シング・イン・サイレンス - Sing in Silence
10. レヴォントゥレット - Revontulet
11. タルラー - Tallulah
12. ウルフ・アンド・レイヴン - Wolf & Raven
13. リスペクト・ザ・ウィルダーネス - Respect the Wilderness ※
14. ザ・パワー・オヴ・ワン - The Power of One
15. ピースメーカー PeaceMaker ※※
16. ウルフ・アンド・レイヴン (2008ヴァージョン) - Wolf & Raven (Remake 2008) ※※

※日本盤ボーナストラック
※※ リマスター・エディションに収録

## 参加ミュージシャン
- トニー・カッコ - vocals
- ヤニ・リーマタイネン - guitar
- ミッコ・ハルキン - keyboards
- マルコ・パーシコスキ - bass
- トミー・ポルティモ - drums